# Lukas Kleckers
Lukas Kleckers (Essen, 18 de mayo de 1996) es un jugador de snooker alemán.

## Biografía
Nació en la ciudad alemana de Essen en 1996. Es jugador profesional de snooker desde 2017, aunque ya se cayó del circuito profesional durante un año. No se ha proclamado campeón de ningún torneo de ranking, y su mayor logro hasta la fecha fue alcanzar los cuartos de final del WST Classic de 2023, en los que cayó derrotado (1-4) ante Gary Wilson. Tampoco ha logrado hilar ninguna tacada máxima, y la más alta de su carrera está en 137.